# Safakúlevo
Safakúlevo (en rus: Сафакулево) és un poble de l'óblast de Kurgan, a Rússia, que en el cens del 2010 tenia 3.629 habitants. És seu administrativa del districte homònim.